# 프리드리히 베냐민 폰 뤼트케

이반 크람스코이의 초상화, 1871

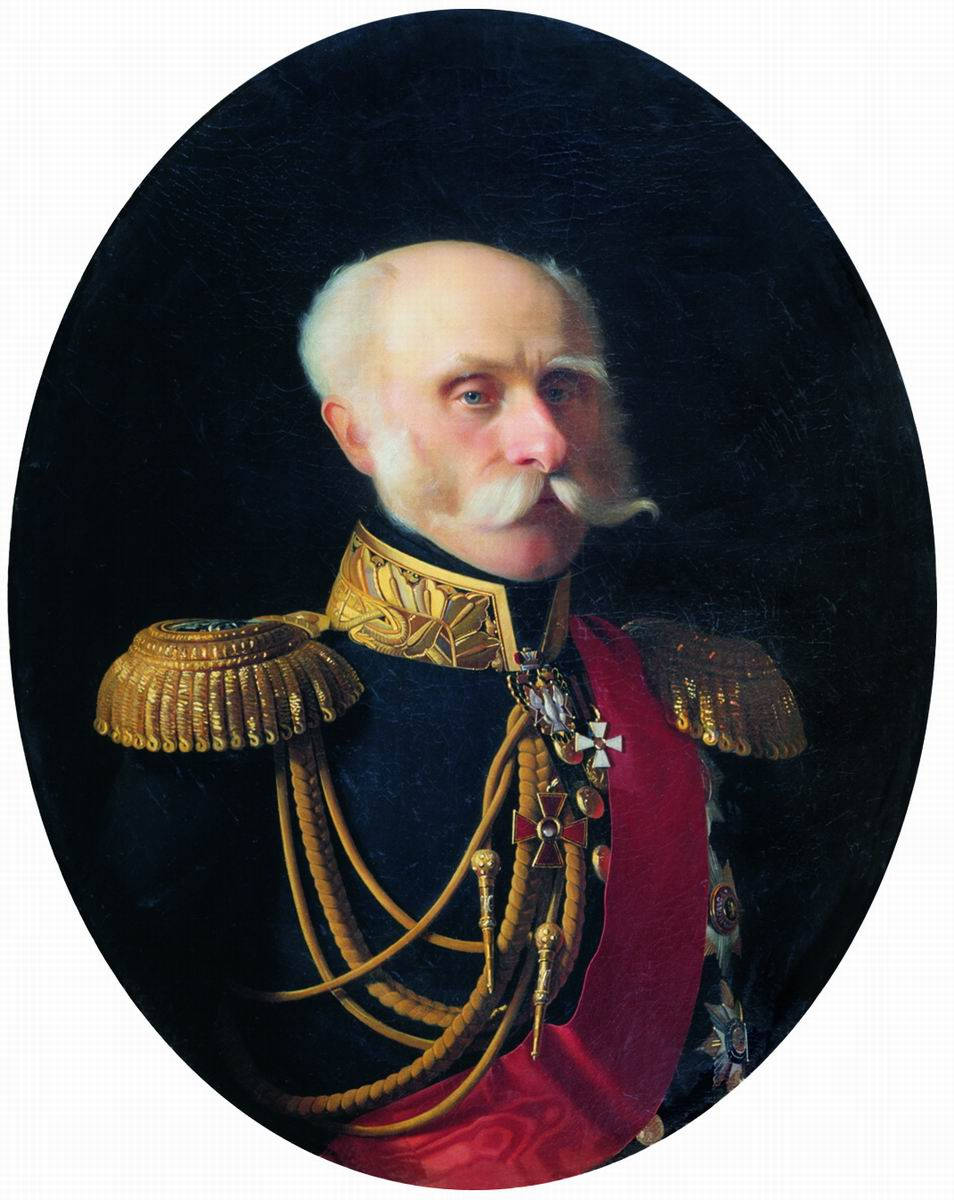
세르게이 자랸코의 초상화, 1854

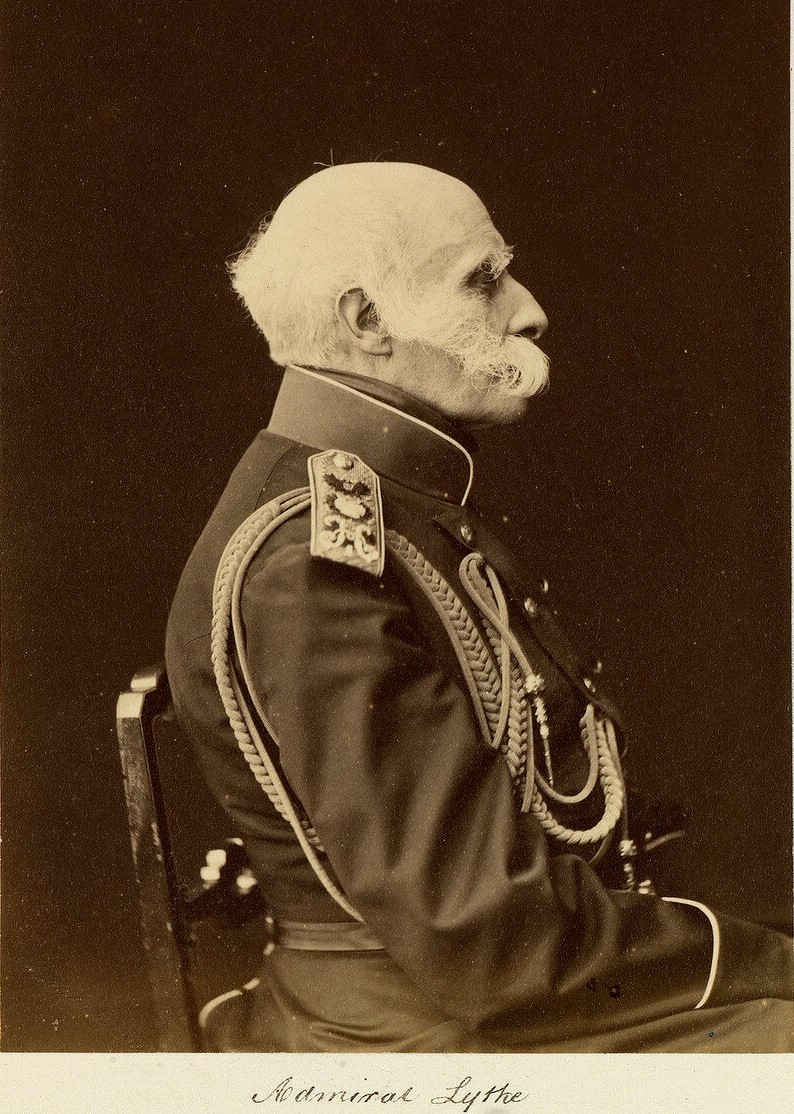
1874년 뤼트케

안드레이 데니에르의 사진을 바탕으로 표트르 보렐이 제작한 석판화

프리드리히 벤야민 그라프 폰 뤼트케(러시아어: Фёдор Петрович Литке, 표도르 페트로비치 리트케; 1797년 9월 28일~1882년 8월 20일)는 러시아의 항해사, 지리학자, 북극 탐험가이다.  러시아식 이름인 표도르 리트케로 더 잘 알려져 있다. 그는 1866년에 백작이 되었고, 1855년에는 제독이 되었다. 그는 상트페테르부르크의 러시아 과학 아카데미의 통신회원(1829), 명예회원(1855), 회장(1864)이었다. 그는 또한 다른 여러 러시아 및 해외 과학 기관의 명예회원이었으며, 파리의 과학 아카데미의 통신회원이기도 했다.

## 생애
프리드리히는 위터보그에서 시작된 브란덴부르크주 출신의 뤼트케 가문이었다. 뤼트케 백작의 할아버지는 요한 필립 폰 뤼트케로, 독일 루터교 목사이자 물리 과학 및 신학 작가였다. 1745년, 요한은 러시아 제국에 루터교를 전파하기 위해 루터교 교구의 목사로 독일에서 모스크바로 갔다. 젊은 시절 프리드리히는 루터교 독일어 학교에 다녔다. 그는 계속해서 루터교 신자로서 신앙생활을 했다.
뤼트케는 1813년에 러시아 제국 해군에서 해군 경력을 시작했다. 그는 1817년부터 1819년까지 바실리 골로브닌의 캄차카호 세계 일주에 참가했는데, 그의 승무원 중 한 명은 페르디난트 브랑겔이었다. 그 후 1821년부터 1824년까지 뤼트케는 노바야제믈랴 제도의 해안선, 백해, 바렌츠해 동부를 탐험하는 원정대를 이끌었다. 1826년 8월 20일부터 1829년 8월 25일까지 그는 크론시타트에서 출항하여 혼곶을 우회하는 세냐빈호 세계 일주를 지휘했다. 처음에는 코펜하겐과 발트해에서 슬루프 묄러를 지휘하는 미하일 니콜라예비치 스타뉴코비치 대위가 동행했다. 과학 팀에는 조류학자 하인리히 폰 키틀리츠, 식물학자 카를 하인리히 메르텐스, 광물학자 알렉산더 포스텔스가 포함되었다.
이 항해에서 그는 베링해 서부 해안선, 일본 앞바다의 오가사와라 제도, 그리고 캐롤라인 제도를 묘사했지만, 새로운 섬은 하나, 이아우리피크만 발견했다. 이 원정은 캐롤라인 제도의 모든 유인도(제외: 야프섬)를 방문하고 광범위한 민족지학적 기록을 작성한 것으로 유명하다. 특히, 원정대는 페드로 키로스가 1565년에 마지막으로 방문했던 노모이 제도에서 3주를 보냈다. 팀은 8000개 이상의 식물, 동물, 광물 표본을 수집했다.
1835년, 뤼트케는 니콜라이 1세 황제에 의해 그의 둘째 아들 콘스탄틴 니콜라예비치 대공의 가정교사로 임명되었다. 뤼트케는 기록식 조석 측정기를 고안한 최초의 인물이다(1839). 이것들은 1841년 북극해와 태평양 연안에 건설 및 설치되었다. 뤼트케는 러시아 지리학회의 조직자 중 한 명이었으며 1845~1850년과 1857~1872년에 회장을 역임했다. 그는 1846년에 해군 과학 위원회 위원장으로 임명되었다. 뤼트케는 1850~1857년에 탈린 항구, 나중에는 크론시타트 항구의 총사령관이자 군사 총독이었다. 1855년, 리트케는 러시아 국가평의회(러시아어로 Государственный совет; 1906년에야 존재하게 된 두마의 전신인 입법 기관)의 일원이 되었다.
1873년, 러시아 지리학회는 뤼트케 금메달을 제정했다. 노바야제믈랴 제도에 있는 곶, 반도, 산과 만, 그리고 제믈랴프란차이오시파 제도의 한 군도, 바이달라츠카야만, 노르덴셸드 군도, 캄차카 반도와 카라긴스키섬 사이의 해협, 그리고 두 척의 러시아 쇄빙선이 그의 이름을 따서 명명되었다.
네레오시스티스 루에트케아나는 메르텐스에 의해 그의 이름을 따서 명명되었고(처음에는 Fucus luetkeanus), 그 후 포스텔스와 루프레히트에 의해 기술되었다.
뤼트케의 이름을 딴 배로는 1909년 건조 쇄빙선, 1970년 건조 쇄빙선, 그리고 2017년 건조 야말맥스 LNG선이 있다.

## 알레스카 지리에 대한 뤼트케의 기여
러시아의 코르벳함 세니아빈을 타고 세계 일주를 하던 중, 뤼트케는 1827년 싯카에 도착했다. 그곳에서 그는 프리빌로프 제도, 세인트매튜섬, 코만도르스키예 제도를 조사하며 우날라스카로 항해한 후 페트로파블롭스크캄차츠키에 도착했다. 이곳은 그가 시베리아 해안을 따라 베링 해협의 세인트로렌스만까지 추가 조사를 위한 기지로 사용했다.
크론시타트로 돌아온 뤼트케는 러시아어와 프랑스어로 된 3권 분량의 탐사 보고서와 지도를 출판했다. 후자는 파리에서 출판되었으며 "Voyage autour du monde, : exécuté par ordre de sa majesté l’empereur Nicolas Ier, sur la corvette Le Séniavine, dans les années 1826, 1827, 1828 et 1829, par Frédéric Lutké, ... commandant de l’expédition. Partie historique, avec un atlas, litographié d’après les dessins originaux d’Alexandre Postels et du baron Kittlitz. Traduit du russe sur le manuscrit original, sous les yeux de l’auteur, par le conseiller d’état F. Boyé. Tome I–III."라는 제목이 붙었다. 인쇄된 부수는 매우 적었으며, 특히 항해 부분이 포함된 러시아어 원본은 극히 희귀한 자료가 되었다.
항해 부분에는 당시 잘 알려지지 않았던 베링해와 알래스카주에 대한 수문학적, 지리학적 세부 정보가 담겨 있는데, 이는 뤼트케 자신의 연구뿐만 아니라 이전에 출판되지 않은 다양한 러시아 자료에서도 얻은 것이다. 저자를 만족시키지 못했던 출판 오류와 지연에도 불구하고, 뤼트케의 저작은 알래스카주와 베링해의 지리적 지식 발전에 대한 귀중한 정보원이다. W. H. Dall이 이 책의 색인을 출판했을 때, 뤼트케의 이름은 "Lutke"로 표기되었는데, 이는 이 책이 파리에서 출판될 때 사용된 철자를 반영한다.
알래스카주 해안의 특정 지형들, 예를 들어 월러스 섬과 크리츠코이 섬, 쿠도빈 제도 및 알류샨 제도의 수많은 다른 지형들은 이후 출판된 지도에 뤼트케 백작에 의해 명명되었다.
현재 뤼트케 곶이라 불리는 알래스카주의 육지는 1847년 러시아 제국 수로국에 의해 이 러시아 탐험가의 이름을 따서 명명되었다. 리트케 해연은 그의 이름을 따서 명명되었다.

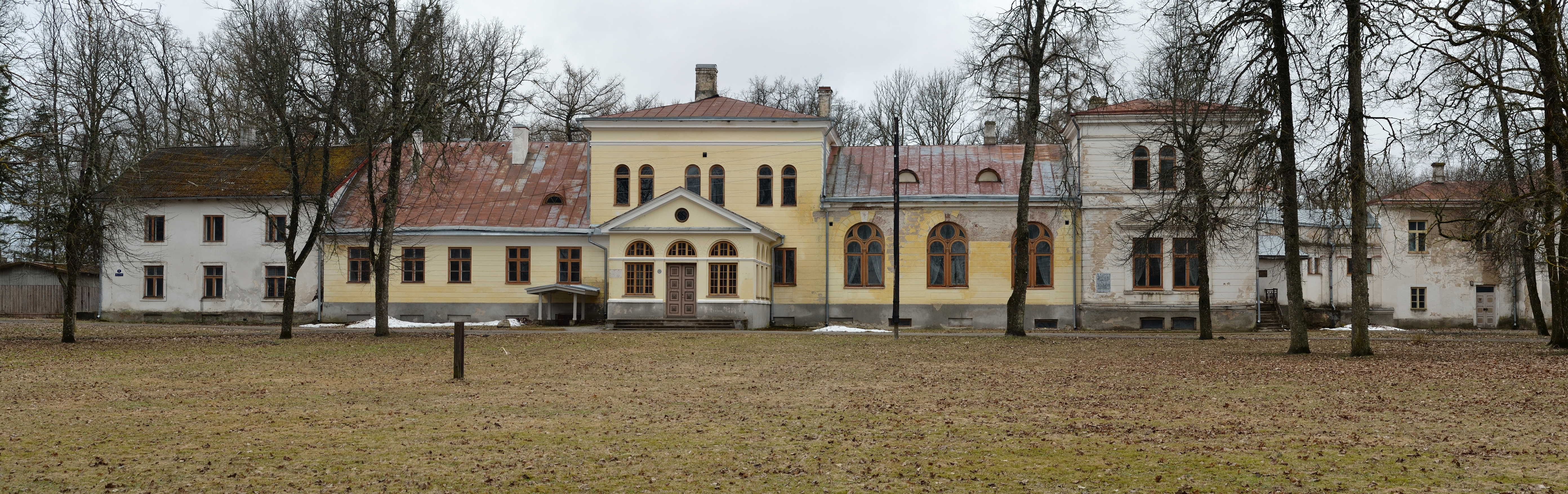
시무나의 아반두세에 있는 뤼트케 제독의 영지, 현재의 에스토니아

러시아 중앙은행의 금 기념 주화 50루블 (2015). 1845년 설립된 러시아 지리학회. F. P. 리트케

## 우표에서의 뤼트케

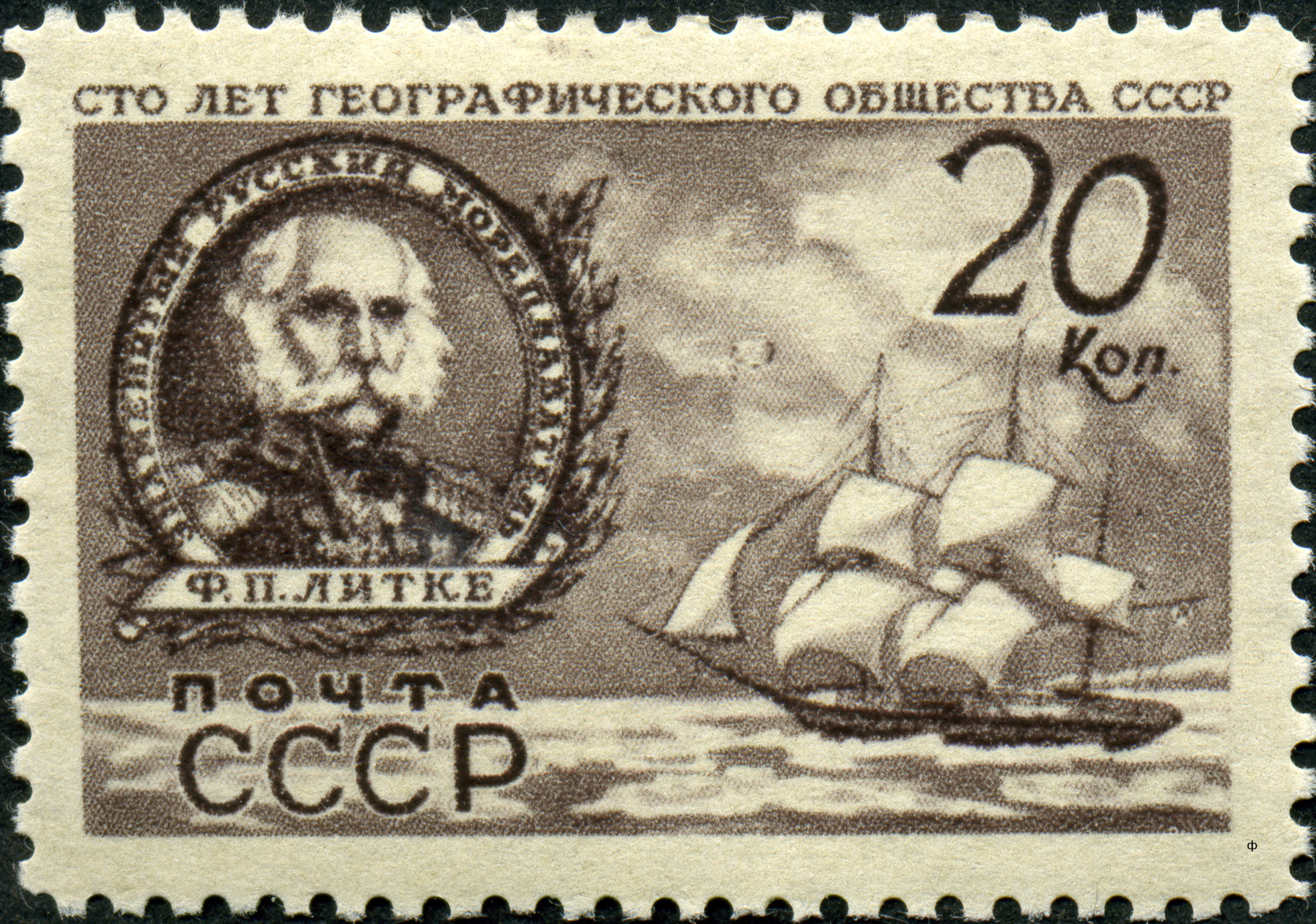
소련의 우표, 1947
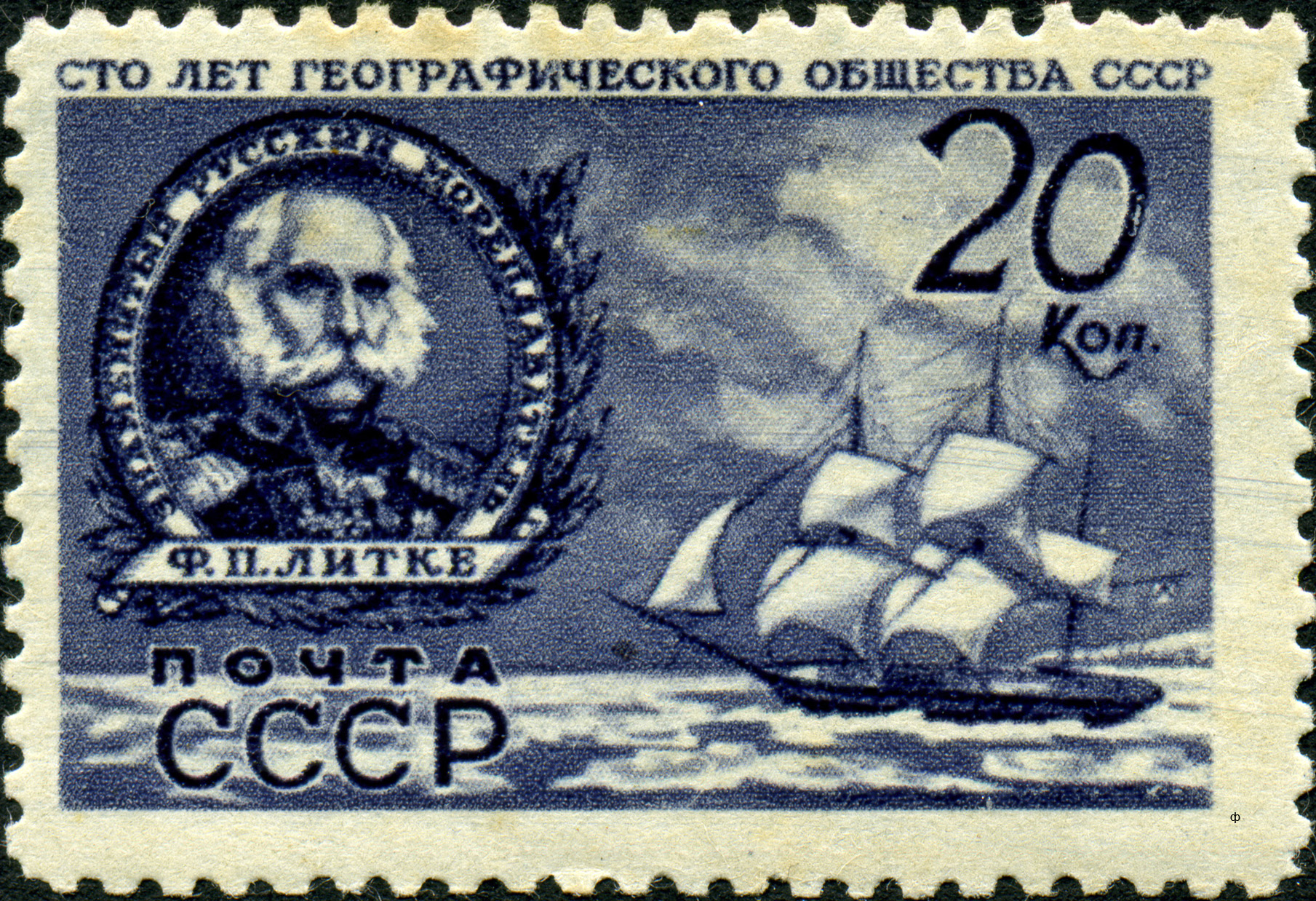
러시아 지리학회 창립 100주년을 기념하여 발행된 1947년 소련 우표의 뤼트케 백작 초상화.
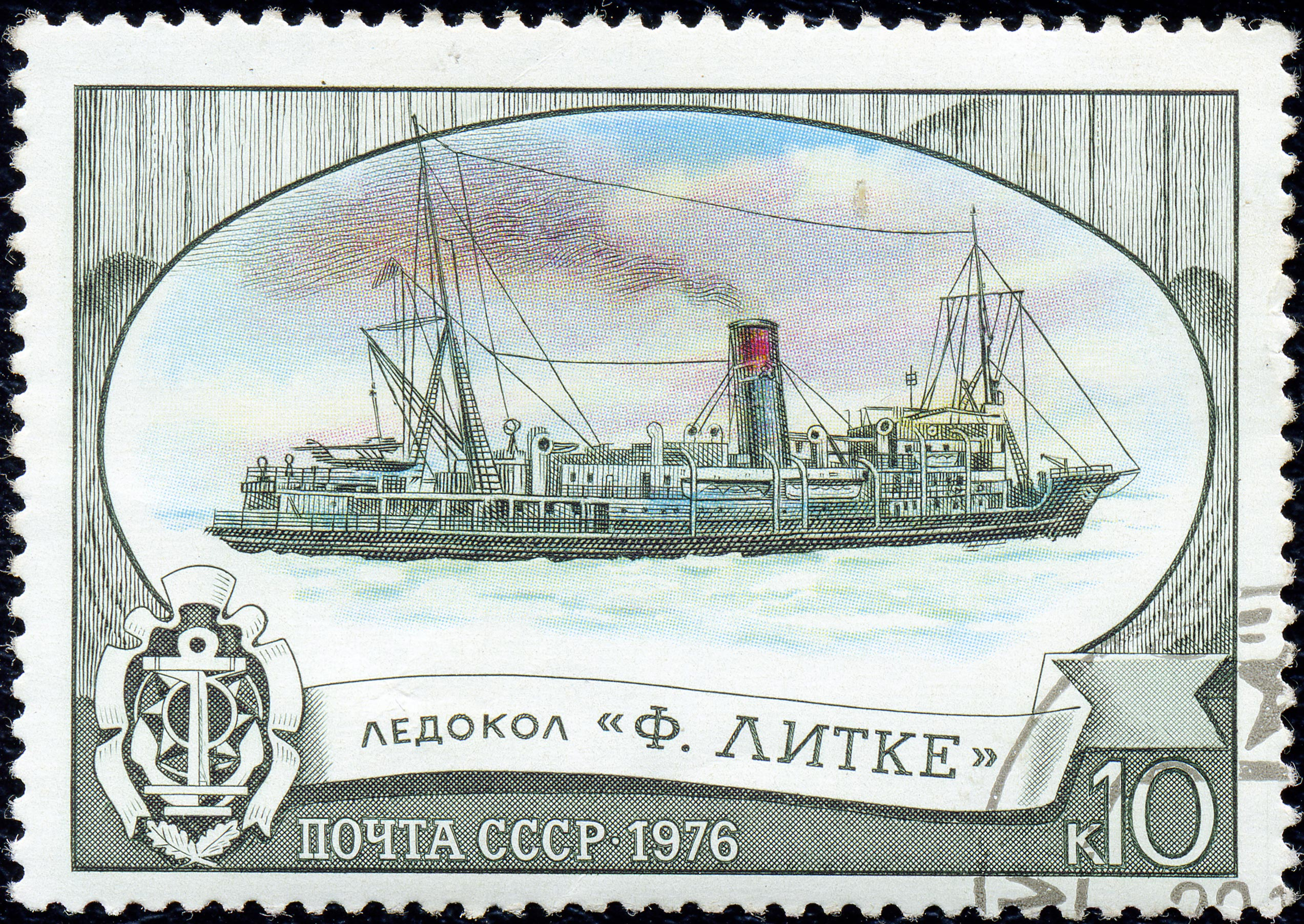
소련의 우표, 1976: 표도르 리트케 (1909년 쇄빙선)
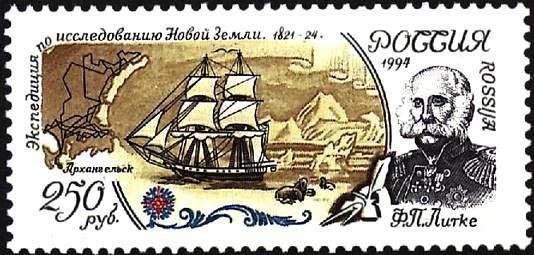
러시아 우표의 F. P. 리트케, 1994

## 같이 보기
- 리트케 해협